# Yerba Santa
Yerba Santa es una localidad de Zanatepec, en el Distrito de Juchitán, en el estado de Oaxaca. Siendo la tercera localidad más poblada, por detrás de la cabecera municipal y El Jícaro.

## Ubicación
La localidad se ubica a 21 km al sur de la cabecera municipal, en los límites municipales de este con el Municipio de San Pedro Tapanatepec y en las cercanías de la Laguna del Mar Muerto, ubicado en las coordenadas geográficas: 16°20′59″N 94°21′15″O / 16.34972, -94.35417 